# Происхождение украинского сепаратизма
«Происхожде́ние украи́нского сепа́ратизма» — историческая монография, основная работа русского историка Николая Ульянова. Впервые была издана в 1966 году в Нью-Йорке. В 1996 и 2007 годах была переиздана в России издательствами Индрик и Грифон. Монография анализирует процессы формирования украинского движения в борьбе за создание независимого Украинского государства, в различные периоды времени, с позиции противника этой независимости.

## История создания

Автор, Николай Ульянов

Родившийся в Российской империи и ставший в советский период учёным-историком, Николай Ульянов во время Великой Отечественной войны оказался на оккупированной территории и в 1943 году был отправлен на принудительные работы в Германию. После войны он перебрался в Касабланку (Французское Марокко), а весной 1953 года переехал в Канаду, где читал лекции в Монреальском университете. С 1955 поселился в США, где при содействии эмигрантского историка Георгия Вернадского устроился преподавателем русской истории и литературы в Йельский университет.
Работу над своей монографией Ульянов начал ещё в Касабланке и продолжал пятнадцать лет, а в 1966 году издал её на собственные средства. Книга была напечатана в Мадриде, но формальным местом издания считается Нью-Йорк. Текст был стилизован под русскую дореформенную орфографию, но без оконечного твёрдого знака.
Первое время после выхода книга оставалась практически неизвестной. Существует версия, что бо́льшая часть тиража оказалась скуплена и уничтожена после её выхода.
С монографией связано большое число статей, эссе и рецензий Ульянова, таких как «Русское и великорусское», «Русь-Малороссия-Украина», «Лжепророк», «Шевченко легендарный», «Богдан Хмельницкий» и др.
В 1996 году книга была переиздана в Москве и с этого времени стала доступна российскому читателю.

## Содержание
Монография может быть разделена на три части: первая посвящена рассмотрению сепаратистских настроений казацкой старшины в XVII веке, вторая — вопросам возрождения «малороссийского казакофильства» в начале XIX века, а третья — оформлению идеологии самостийничества в конце XIX — начале XX века.
В монографии подробно рассматривается процесс формирования идеологии украинского движения, где оно представляется как созданное с целью обоснования альтернативы общерусской идентичности. Исследуются методы подавления русского этнокультурного движения в населяемых русинами регионах Австро-Венгрии в конце XIX — начале XX вв.
Центральной идеей работы Ульянова является рассмотрение украинского движения как сепаратистского, искусственного и надуманного. Автор пишет: «В противоположность европейским и американским сепаратизмам, развивавшимся, чаще всего, под знаком религиозных и расовых отличий либо социально-экономических противоречий, украинский не может оставаться ни на одном из этих принципов. Казачество подсказало ему аргумент от истории, сочинив самостийническую схему украинского прошлого, построенного сплошь на лжи, подделках, на противоречиях с фактами и документами». На основании данного представления автор утверждает, что, кроме этих сомнительных историографических построений, не существует других убедительных причин разделения между собой украинского и российского государств.

## Оценки
Существуют многочисленные оценки данной работы как единственного фундаментального научного исследования, центральной темой которого является феномен так называемого «украинского сепаратизма».
В 1985 году писатель второй волны русской эмиграции В. Ф. Самарин высказал мнение о концепциях работы Ульянова:

Они нужны именно в наше время, когда по страницам книг, журналов, газет растекается мутная волна русофобства, когда понятие интернационального коммунизма подменяется понятием русского империализма, когда Запад осуществляет политику, направленную не против коммунизма, а против исторической России — политику, грозящую всемирной катастрофой.

## Критика
Украинский историк и археограф Ярослав Дашкевич написал в своей рецензии на современное переиздание монографии Ульянова, что её автор стремился превзойти своего предшественника — Сергея Щёголева (1862—1919), основателя российского «сепаратизмоведения».